# Yves Frémion
Yves Frémion-Danet (ur. 14 czerwca 1947 w Lyonie) – francuski polityk, pisarz, autor komiksów i krytyk, od 1991 do 1994 poseł do Parlamentu Europejskiego III kadencji.

## Życiorys
W 1970 opublikował swoje pierwsze opowiadanie. W 1974 założył własny fanzin „Le petit Mickey qui n'a pas peur des gros”, w późniejszych latach tworzył kilka własnych tytułów, kierował też czasopismem „Univers” poświęconym tematyce science fiction. Od lat 70. udzielał się jako krytyk literatury i komiksów w takich tytułach, jak „L’Express”, „Charlie Mensuel”, czy „L’Écho des Savanes”, a przez blisko 39 lat pisał do magazynu „Fluide Glacial”. Autor licznych książek (powieści, zbiorów opowiadań), w części o tematyce science fiction, a także komiksów, dramatów, poezji i antologii. Część powieści tworzył wspólnie z Emmanuelem Jouanne’em pod pseudonimem „Colonel Durruti”, korzystał ogółem z kilkunastu pseudonimów. Związał się z żartobliwym ruchem ’Patafizyki. Otrzymał kilka wyróżnień literackich, m.in. Grand Prix de l’Imaginaire, European Science Fiction Society Award i Prix Rosny aîné. Został przewodniczącym związku pisarzy SELF i współpracownikiem wydawnictwa Center International de l’Imagerie Populaire, a także członkiem gremiów nagród literackich.
Od 1986 należał do Zielonych (od 2010 po przekształceniach do Europe Écologie-Les Verts), brał udział w protestach przeciw powstaniu tamy w Aveyron. Był wiceprzewodniczącym sekularnej Sieci Woltera. W grudniu 1991 objął mandat w Parlamencie Europejskim, zastępując Antoine’a Waechtera. Wykonywał go do 1994, należąc do Grupy Zielonych w PE. W latach 1998–2010 zasiadał w radzie regionu Île de France. Ubiegał się o partyjną nominację w wyborach prezydenckich w 2002 (zdobył około 8% głosów w prawyborach). W 2017 przeszedł do regionalistycznego ugrupowania Régions et peuples solidaires, kandydował w tym samym roku w wyborach parlamentarnych.